# Žalm 135
Žalm 135 („Chvalte Hospodinovo jméno“) je biblický žalm. V překladech, které číslují podle Septuaginty, se jedná o 134. žalm. Jedná se o typický chvalozpěv, neboť začíná, ale i končí oslavným zvoláním Haleluja.

## Užití vliturgii
V židovské liturgii je žalm podle siduru součástí ranní modlitby na Šabat a svátky, a to v části zvané Psukej de-zimra („Verše písní“).